# Symphyotrichum chilense
Symphyotrichum chilense là một loài thực vật có hoa trong họ Cúc. Loài này được (Nees) G.L.Nesom miêu tả khoa học đầu tiên.